# Prémontré
Prémontré és un municipi francès situat al departament de l'Aisne i a la regió dels Alts de França. L'any 2007 tenia 767 habitants.

## Demografia

### Població
El 2007 la població de fet de Prémontré era de 767 persones. Hi havia 224 famílies de les quals 80 eren unipersonals (24 homes vivint sols i 56 dones vivint soles), 72 parelles sense fills, 40 parelles amb fills i 32 famílies monoparentals amb fills.
La població ha evolucionat segons el següent gràfic:
Habitants censats

### Habitatges
El 2007 hi havia 266 habitatges, 233 eren l'habitatge principal de la família, 1 era una segona residència i 31 estaven desocupats. 167 eren cases i 97 eren apartaments. Dels 233 habitatges principals, 112 estaven ocupats pels seus propietaris, 108 estaven llogats i ocupats pels llogaters i 14 estaven cedits a títol gratuït; 39 tenien dues cambres, 50 en tenien tres, 56 en tenien quatre i 89 en tenien cinc o més. 139 habitatges disposaven pel capbaix d'una plaça de pàrquing. A 132 habitatges hi havia un automòbil i a 78 n'hi havia dos o més.

### Piràmide de població
La piràmide de població per edats i sexe el 2009 era:
| Homes | Edats   | Dones |
| ----- | ------- | ----- |
| 0     | 95 o +  | 0     |
| 0     | 90 a 94 | 0     |
| 0     | 85 a 89 | 0     |
| 0     | 80 a 84 | 4     |
| 8     | 75 a 79 | 0     |
| 8     | 70 a 74 | 8     |
| 20    | 65 a 69 | 20    |
| 20    | 60 a 64 | 16    |
| 16    | 55 a 59 | 4     |
| 36    | 50 a 54 | 28    |
| 36    | 45 a 49 | 20    |
| 44    | 40 a 44 | 36    |
| 36    | 35 a 39 | 28    |
| 44    | 30 a 34 | 32    |
| 48    | 25 a 29 | 12    |
| 40    | 20 a 24 | 20    |
| 48    | 15 a 19 | 24    |
| 36    | 10 a 14 | 20    |
| 28    | 5 a 9   | 8     |
| 16    | 0 a 4   | 0     |

## Economia
El 2007 la població en edat de treballar era de 589 persones, 298 eren actives i 291 eren inactives. De les 298 persones actives 269 estaven ocupades (155 homes i 114 dones) i 29 estaven aturades (16 homes i 13 dones). De les 291 persones inactives 60 estaven jubilades, 99 estaven estudiant i 132 estaven classificades com a «altres inactius».

### Ingressos
El 2009 a Prémontré hi havia 221 unitats fiscals que integraven 474,5 persones, la mediana anual d'ingressos fiscals per persona era de 19.213 €.

### Activitats econòmiques
Dels 5 establiments que hi havia el 2007, 1 era d'una empresa extractiva, 1 d'una empresa de construcció, 2 d'empreses de comerç i reparació d'automòbils i 1 d'una empresa d'hostatgeria i restauració.
L'únic servei als particulars que hi havia el 2009 era un guixaire pintor.
L'any 2000 a Prémontré hi havia 3 explotacions agrícoles.

## Equipaments sanitaris i escolars
Els 2 equipaments sanitaris que hi havia el 2009 eren psiquiàtrics.
El 2009 hi havia una escola elemental.
Prémontré disposava d'un centre de formació no universitària superior de formació sanitària.

## Poblacions més properes
El següent diagrama mostra les poblacions més properes.